# 贝尔本诺
贝尔本诺（義大利語：Berbenno），是意大利贝加莫省的一个市镇。总面积6.3平方公里，人口2483人，人口密度394.1人/平方公里（2009年）。国家统计（ISTAT）代码为016023。